# Noturins
Els noturins (Nothurinae) o rincotins (Rhynchotinae) són una de les dues subfamílies en què habitualment hom classifiquin els tinamús. De vegades conegudes com a tinamús de terres àrides, habiten normalment a turons i planures àrides, més que no pas als medis boscosos que són l'hàbitat de l'altra subfamília, els tinamins (Tinaminae).

## Llista de gèneres
Conté sis gèneres amb 18 espècies vives, segons la classificació del Congrés Ornitològic Internacional (versió 2.8, 2011):
- Gènere Rhynchotus, amb dues espècies.
- Gènere Nothoprocta, amb 6 espècies.
- Gènere Nothura, amb 5 espècies.
- Gènere Taoniscus, amb una espècie: el tinamú nan (T. nanus)
- Gènere Eudromia, amb dues espècies.
- Gènere Tinamotis, amb dues espècies.